# Rareș Crisan
Rareș Crisan (ur. 8 października 1987) – kanadyjski wioślarz.

## Osiągnięcia
- Mistrzostwa Świata – Linz 2008 – ósemka wagi lekkiej – 6. miejsce[1].
- Mistrzostwa Świata U-23 – Račice 2009 – czwórka bez sternika wagi lekkiej – 11. miejsce[1].